# Großer Schierensee
Der Große Schierensee ist ein See im Kreis Rendsburg-Eckernförde im deutschen Bundesland Schleswig-Holstein nordwestlich der Ortschaft Schierensee. Der See ist ca. 50 ha groß und bis zu 11,7 m tief und wird vom schleswig-holsteinischen Umweltministerium als kalkreicher, geschichteter Tieflandsee mit relativ großem Einzugsgebiet beschrieben. Der geschichtete See gehört zum Gewässersystem Obereider, Nord-Ostsee-Kanal
Am großen Schierensee gibt es eine Badestelle.